# Gramma melacara
Gramma melacara är en fiskart som beskrevs av Böhlke och Randall, 1963. Gramma melacara ingår i släktet Gramma och familjen Grammatidae. Inga underarter finns listade i Catalogue of Life.